# Poltávskaya
Poltávskaya (en ruso: Полтавская) es una stanitsa, centro administrativo del raión de Krasnoarméiskaya del krai de Krasnodar de Rusia. Está situada en el delta del Kubán, 73 km al noroeste de Krasnodar, la capital del krai. Tenía 26 490 habitantes en 2010.
Es cabeza del municipio Poltávskoye.

## Historia
Fue fundada en 1794 como una de las primeros cuarenta asentamientos de los cosacos de Kubán en el área del Kubán. Su nombre tiene origen en el de Poltava, en Ucrania. En 1932-1933 durante la colectivización en la Unión Soviética que provocó la posterior hambruna, fue incluida en las listas negras de sabotaje por lo que fue sometida a represión y hambruna junto a otras trece stanitsas de la región. La población que sobrevivió, por su continuada resistencia a la colectivización fue deportada a la República Komi, y la localidad fue recolonizada con familias de militares siendo rebautizada como Krasnoarméiskaya. En 1934, fue designada centro administrativo del raión. 
En la Gran Guerra Patria fue ocupada por la Wehrmacht de la Alemania Nazi en agosto de 1942 y liberada por el Ejército Rojo de la Unión Soviética el 9 de marzo de 1943, después de haber estado durante varias semanas en la línea principal del frente en la batalla por la cabeza de puente del Kubán en la península de Tamán. En 1994, recuperó su nombre original cosaco, permaneciendo la denominación soviética para el raión.

## Demografía
| 1861 | 1959   | 1970   | 1979   | 1989   | 2002   | 2010   |
| ---- | ------ | ------ | ------ | ------ | ------ | ------ |
| 4871 | 13 594 | 18 269 | 21 785 | 23 788 | 28 639 | 26 490 |

### Composición étnica
De los 28 639 habitantes que tenía en 2002, el 93.2 % era de etnia rusa, el 2.1 % era de etnia ucraniana, el 1.4 % era de etnia armenia, el 0.5 % era de etnia bielorrusa, el 0.4 % era de etnia gitana, el 0.3 % era de etnia tártara, el 0.3 % era de etnia griega, el 0.3 % era de etnia alemana, el 0.1 % era de etnia georgiana, el 0.1 % era de etnia azerí, el 0.1 % era de etnia turca y el 0.1 % era de etnia adigué

## Cultura y lugares de interés
Desde 1998, la localidad cuenta con un museo de cultura cosaca.

## Economía y transporte
La localidad es centro de una región marcadamente agrícola, la principal productora de arroz de Rusia. Entre otros cultivos, cabe destacar asimismo, las hortalizas y los girasoles. La cría de ganado bovino es otra de las actividades económicas de relieve de la localidad. Estos productos agrícolas son procesados por varias compañías de la localidad. 
Cuenta con una estación de ferrocarril (Poltávskaya) que la conecta con la línea entre Timashovsk y Krymsk (vía Slaviansk-na-Kubani). La localidad está conectada por carretera también a Slaviansk-na-Kubani (R251 Kropotkin - Krasnodar - Temriuk) y Timashovsk (R268 Bataisk-Krasnodar).

## Servicios sociales

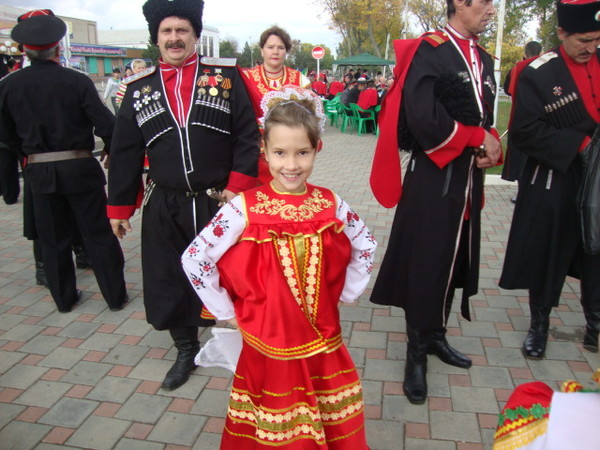
Festival etnográfico cosaco en Poltávskaya (2011).

En la localidad funcionan cuatro escuelas, seis jardines de infancia, dos policlínicas, una maternidad, una escuela internada, una escuela de cadetes, una escuela ecológica-biológica, una escuela de turismo, una escuela de artes, un museo, una Escuela de Deportes para la Infancia y la Juventud, dos bibliotecas, una Casa de Cultura, un Centro Social de Rehabilitación para menores de edad, un centro para ancianos (Miloserdiye), una filial del Instituto Psicológico-Social de Moscú y una filial de Instituto Técnico Industrial de Anapa.

## Deportes
La localidad es sede del club de motoball Kirovets.

## Personalidades
- Mikola Mijnovski (1873-1924), político, uno de los fundadores del nacionalismo radical ucraniano, vivió en la localidad en la década de 1920.